# Ricardo Royo-Villanova y Morales
Ricardo Royo-Villanova y Morales fue un médico y catedrático español. 

## Biografía
Hijo del también médico Ricardo Royo Villanova, estudió medicina en la Universidad de Zaragoza, licenciándose en 1922 y doctorándose en 1923. Ganó la oposición la plaza de catedrático de Medicina Legal por la Universidad de Valladolid en 1928, donde fue decano e interventor general, antes de conseguir la plaza en Madrid en 1951. Presidió la Asociación Nacional de Médicos Forenses y en 1953 se le nombró académico de la Real Academia de Medicina.
Fue director de la Revista de Medicina Legal.
Obtuvo la Orden del Mérito Civil en 1952.

## Obras
- El derecho a morir sin dolor. El problema de la eutanasia. Madrid 1929.
- Crisis de la salud y defensa de la enfermedad. Madrid 1963.
- La responsabilidad médica y el nuevo código penal. Madrid 1930, Morata.
- Redescubrimiento de Don Juan. Madrid 1932, Morata.
- Muerte y accidente por fulguración. Madrid 1942, Morata.
- Lecciones de Medicina Legal. Madrid 1953.
- La enfermedad de Churchill (Divagaciones médico políticas). Madrid 1954.
- Cirugía Estética. Medicina Legal. Criminología. Delincuencia. Responsabilidad. Barcelona 1968.
- La crisis de la profesión médica.